# Panotrogus expansus
Panotrogus expansus är en skalbaggsart som beskrevs av Keith 2003. Panotrogus expansus ingår i släktet Panotrogus och familjen Melolonthidae. Inga underarter finns listade i Catalogue of Life.